# 庫斯托里夫卡
49°59′0″N 35°16′38″E / 49.98333°N 35.27722°E
庫斯托里夫卡（烏克蘭語：Кусторівка）是位於烏克蘭東部的村莊，由哈爾科夫州博霍杜希夫區的克拉斯諾庫特斯克市鎮負責管轄。該村始建於1750年，面積0.08平方公里，海拔高度164米，2001年人口44，人口密度每平方公里530.1人。